# Lungälvens myrar
Lungälvens myrar este o arie protejată (arie specială de conservare — SAC, sit de importanță comunitară — SCI) din Suedia întinsă pe o suprafață de 625,6 ha, integral pe uscat.

## Localizare
Centrul sitului Lungälvens myrar este situat la coordonatele 59°34′26″N 14°08′28″E / 59.574°N 14.1412°E.

## Înființare
Situl Lungälvens myrar a fost declarat sit de importanță comunitară în ianuarie 2002 pentru a proteja 2 specii de animale. Situl a fost protejat și ca arie specială de conservare în martie 2011.

## Biodiversitate
Situată în ecoregiunea boreală, aria protejată conține 6 habitate naturale: Lacuri și iazuri distrofice naturale, Turbării active, Cursuri de apă de la nivel de câmpie la nivel montan, cu vegetație Ranunculion fluitantis și Callitricho-Batrachion, Păduri aluvionare cu Alnus glutinosa și Fraxinus excelsior (Alno-Padion, Alnion incanae, Salicion albae), Mlaștini împădurite, Mlaștini turboase de tranziție și turbării mișcătoare.
La baza desemnării sitului se află mai multe specii protejate de  nevertebrate (2): Graphoderus bilineatus, libelule (Leucorrhinia pectoralis).